# Штеттлер, Курт
Курт Штеттлер (нем. Kurt Stettler; род. 11 апреля 1910 года в Фехигене, Швейцария — ум. в декабре 1974 года в Берне, Швейцария) — швейцарский шоссейный велогонщик, выступавший с 1933 по 1939 год. Серебряный призёр Чемпионата мира 1933 года среди любителей.

## Достижения
1933
2-й  Чемпионат мира – любители
1-й Тур Венгрии
1-й — Этап 1
1934
2-й Чемпионат Швейцарии
1937
10-й Тур Швейцарии
1938
3-й Тур дю Лак Леман